# 12 tháng 8
Ngày 12 tháng 8 là ngày thứ 224 (225 trong năm nhuận) trong lịch Gregory. Còn 141 ngày trong năm.

## Sự kiện
- 30 TCN – Quân chủ cuối cùng của triều đại Ptolemaios là Cleopatra VII Philopator tự tử, được cho là bằng cách để rắn độc cắn.
- 1099 – Thập tự quân giành được chiến thắng trước quân của vương triều Fatima trong trận Ascalon, đây thường được xem là trận chiến cuối cùng của Cuộc thập tự chinh thứ nhất.
- 1211 – Tây Hạ Tương Tông Lý An Toàn bị cháu là Lý Tuân Húc lật đổ, Lý Tuân Húc trở thành hoàng đế thứ 8 của Tây Hạ, tức Tây Hạ Thần Tông
- 1759 – Chiến tranh Bảy năm: Nhà vua nước Phổ Friedrich II Đại Đế bị đại bại trước quân Nga trong trận đánh tại Kunersdorf.
- 1877 – Nhà thiên văn học người Mỹ Asaph Hall khám phá ra Deimos, vệ tinh nhỏ hơn trong số hai vệ tinh của Sao Hỏa.
- 1898 – Hoa Kỳ và Tây Ban Nha ký kết một hiệp định đình chiến tại Washington D.C, kết thúc Chiến tranh Tây Ban Nha-Mỹ.
- 1985 – Chuyến bay 123 của Japan Airlines đâm vào sườn núi ở tỉnh Gunma, Nhật Bản, khiến 520 người thiệt mạng, trở thành thảm họa hàng không đơn lẻ tồi tệ nhất.
- 2000 – Tàu ngầm K-141 Kursk của Hải quân Nga phát nổ và chìm xuống biển Barents trong một cuộc tập trận, khiến 118 thủy thủ thiệt mạng.
- 2004 – Lý Hiển Long tuyên thệ nhậm chức thủ tướng thứ ba của Singapore.
- 2023 – Một vụ tai nạn xảy ra tại Chư Pưh, Gia Lai, Việt Nam khi một chiếc xe tải chở cát đã đâm một chiếc xe ô tô hãng Toyota Vios làm 3 người thiệt mạng, trong đó tất cả nạn nhân đều là thành viên của Câu lạc bộ bóng đá Hoàng Anh Gia Lai[1]

## Sinh
- 1813 – Nguyễn Phúc Khuê Gia, phong hiệu An Phú Công chúa, công chúa con vua Minh Mạng nhà Nguyễn (m. 1865)
- 1931 – Phạm Ngọc Sang, Chuẩn tướng Quân lực Việt Nam Cộng hòa (m. 2002)
- 1984 – Nguyệt Ánh, diễn viên người Việt Nam
- 1998 – Nguyễn Thúc Thùy Tiên, người mẫu người Việt Nam, Hoa hậu Hòa bình Quốc tế 2021
- 1999 – Matthijs de Ligt, cầu thủ bóng đá người Hà Lan

## Mất
- 30 TCN – Cleopatra VII Philopator, Nữ hoàng Ai Cập, thường được gọi ngắn gọn là Cleopatra tự sát.
- 545 – Phạm Tu, danh tướng, công thần khai quốc nhà Tiền Lý Việt Nam (s. 476)
- 1874 – Nguyễn Phúc Miên Nghi, tước phong Ninh Thuận Quận vương, hoàng tử con vua Minh Mạng (s. 1810)
- 2014 – Lauren Bacall, diễn viên Mỹ gốc Do Thái (s. 1924)
- 2021 - Việt Quang, ca sĩ người Việt Nam (s. 1977)
- 2022 – Anne Heche, diễn viên người Mỹ (s. 1969)
- 2023 -– Paollo Madeira, cầu thủ Câu lạc bộ bóng đá Hoàng Anh Gia Lai, người Brasil gốc Bồ Đào Nha (s. 1996)

## Những ngày lễ và kỷ niệm
- Ngày Sân khấu dân gian Việt Nam (âm lịch)
- Ngày Quốc tế Thanh Thiếu niên (International Youth Day) của LHQ